# Uromi (Nigeria)
Uromi ist eine Stadt im Nordosten des nigerianischen Bundesstaates Edo.

## Geschichte
Uromi, ursprünglich als „Uronmun“ bekannt, ist das am dichtesten besiedelte Gebiet in der Local Government Area (LCA) Esan North-East im Bundesstaat Edo. Es wurde von mehreren Völkerwanderungen besiedelt. Die erste Welle der Ureinwohner, die sich vermutlich in den verschiedenen autonomen Dörfern im heutigen Zentralnigeria niederließen, stammte aus dem Jahr 100 n. Chr. Die Dörfer waren gerontokratisch organisiert, wobei der älteste Mann das Oberhaupt war. Später strömten weitere Einwanderer aus verschiedenen Orten des heutigen Esanland, der Insel Ifeku und Igodomigodo.

## Ortsteile
Uromi ist ein Ballungsraum aus Dörfern, die in drei Gruppen unterteilt sind: Okhiode, Obiruan und Obiyon.
- Die Dörfer von Okhiode, bestehend aus:[5]

1. Eguare
2. Egbele
3. Onewa
4. Utako
5. Unuwazi[6]
6. Arue[7]

- Die Dörfer von Obiruan, bestehend aus:[5]

1. Ebhoiyi
2. Efandion
3. Ekhue
4. Ubierumu[8]
5. Obeidu
6. Uwalor
7. Idumoza
8. Ivue
9. Idumhengan Ebhoyi
10. Eko-Ibadin
11. Uwalor Okpere

- Die Dörfer von Obiyon, bestehend aus:

1. Amedeokhian
2. Ukoni
3. Iruele
4. Idumu-Iyasele
5. Okpujie Ne Amedokhian
6. Idumu-Onogbosele
7. Awo
8. Eguare, der Sitz des Onojie (König) von Uromi, besteht aus sieben Dörfern (Die sieben Dörfer haben die Aufgabe, einen neuen König zu krönen).[5]

1. Ikekiala
2. Okpujie
3. Oyomon
4. Odigule
5. Okhieren
6. Uwalor-Okpere
7. Uwalor-Usogho
8. Idejie

## Wirtschaft
Die Wirtschaft von Uromi basiert maßgeblich auf der lokalen Landwirtschaft und dem Handel, wobei auch der Beitrag des Staatshaushalts eine Rolle spielt. Die hohe landwirtschaftliche Produktivität der Region ist primär auf ihre Lage in einer Regenwaldzone, den fruchtbaren lehmigen Boden und die günstige Topografie zurückzuführen.
Uromi verfügt über ein ausgeprägtes Marktwesen, das den lokalen Bauern den Absatz ihrer landwirtschaftlichen Erzeugnisse ermöglicht. Der Uromi-Hauptmarkt zeichnet sich durch seine mobile Lagerinfrastruktur aus. Obwohl offiziell ein viertägiger Marktzyklus besteht, ist der Hauptmarkt täglich von den Morgenstunden bis spät in den Abend geöffnet. Darüber hinaus besitzt jedes Dorf in Uromi bis zu drei eigene Märkte, von denen einige ebenfalls einem viertägigen Zyklus folgen, während andere täglich stattfinden.
Neben Landwirtschaft und Handel sind in Uromi auch andere Geschäftstransaktionen alltäglich. Insbesondere im Stadtteil Eguare gibt es zahlreiche Niederlassungen sowohl staatlicher als auch privater Finanzinstitute. Dazu gehören unter anderem die Union Bank, United Bank for Africa (UBA), First Bank of Nigeria, Unity Bank, Zenith Bank, EcoBank, Fidelity Bank sowie die Uromi Community Bank (UromiCB) und die Palmera Microfinance Bank (vorher Uromi Microfinance Bank).
Im Bildungssektor ist Uromi Sitz des National Institute of Construction Technology and Management (NICTM), das sich an der Amedokhian-Ugboha Road in Amedokhian befindet. Das NICTM bietet ein breites Spektrum an Studiengängen an, darunter Informatik und Bauingenieurwesen. Des Weiteren ist das Uromi Technical College im Dorf Onewa ansässig.
Mit der zunehmenden Urbanisierung ist die Lichtverschmutzung der Stadt jedoch zu einem erheblichen Problem geworden.

## Religion und Weltanschauung
Die traditionelle Religion in Uromi, die Teil der umfassenderen Esan-Religion ist, weist zahlreiche Ähnlichkeiten mit den traditionellen Glaubenssystemen der Bini (Edo-Volk) auf. Obwohl diese indigenen Glaubensformen weiterhin praktiziert werden, haben die fortschreitende Verwestlichung und die damit einhergehende Verbreitung des Christentums und des Islam zu einem starken Einfluss auf die religiöse Landschaft geführt.
Die Esan-Religion ist polytheistisch und umfasst eine Reihe von Gottheiten:
- Osanobua: Dies ist die höchste Gottheit und der Schöpfergott im Pantheon der Esan. Der Name „Osanobua“ wurde im Zuge der Christianisierung in der Esan-Sprache als Bezeichnung für den biblischen Gott übernommen und bedeutet daher sinngemäß „Gott“.
- Esu/Oju: Diese Gottheit fungiert als Trickster-Figur im Esan-Glauben. Esu/Oju ist eng mit ähnlichen Gottheiten in der Mythologie der Yoruba und der Edo verbunden. Im Kontext der Christianisierung wurde der Name „Eshu“ von christlichen Missionaren teilweise mit dem Konzept des „Satan“ gleichgesetzt.
- Oshun: Eine Gottheit, die in der Esan-Religion primär mit Medizin und Heilung assoziiert wird. Diese Gottheit ist verwandt mit der bekannten Yoruba-Gottheit Osun, die ebenfalls für Wasser, Fruchtbarkeit und Heilung steht.

### Feste und Traditionen
- Amukpe-Fest

Das Amukpe-Fest ist eines der wichtigsten jährlichen Feste in Uromi, das üblicherweise im August gefeiert wird. Es markiert den Beginn der Yamsernte und ist ein ganztägiges Ereignis. In einigen Dörfern der Region wird das Fest auch als Ihuan oder Ihunlan bezeichnet. Die Feierlichkeiten werden von den Uromi-Ureinwohnern zu einem festgelegten Datum während der sommerlichen Erntezeit begangen und ziehen zahlreiche Besucher und Gratulanten aus den umliegenden Dörfern und Städten an. Die Zeremonien sind oft von lauten Fanfarenkonzerten begleitet.
- Oto-Uromi-Fest

Das Oto-Uromi-Fest (wörtlich „Uromi-Land“) wird im Juli oder Anfang August gefeiert. Sein primäres Ziel ist die Besänftigung des Landes und des Bodens, um eine reiche Ernte zu gewährleisten. Das genaue Datum des Festes wird vom Onojie von Uromi (dem traditionellen König), nach Rücksprache mit seinen Häuptlingen, festgelegt und fällt stets auf einen Markttag. Die Bevölkerung wird in der Regel 15 Tage im Voraus über das Datum informiert, um sich auf die Feierlichkeiten vorzubereiten.
Am Festtag ist es Brauch, dass niemand landwirtschaftliche Arbeiten auf dem Bauernhof verrichtet. Die zentrale Zeremonie findet an einem von den Iwienbola ausgewählten Ort statt. Zur Besänftigung des Landes und Bodens werden traditionelle Opfergaben wie vier Kreidestücke, vier Kolanüsse, Kauris, ein reifer Kürbis und ein Hund dargebracht. Die Feierlichkeiten sind von allgemeiner Fröhlichkeit und gegenseitigem Beschenken geprägt. Insbesondere ist es üblich, dass Frauen ihren Ehemännern Geschenke machen, als Dank für die Nutzung von Ackerland im vergangenen Jahr. Nach Abschluss des Festes versammelt der Onojie von Uromi seine Ältesten und Häuptlinge, um ihnen für den erfolgreichen Verlauf des Festes zu danken.

## Geographie
Die Stadt Uromi befindet sich im nordöstlichen Teil des Bundesstaates Edo in Nigeria. Ihr Stadtgebiet ist überwiegend von Landflächen geprägt, was auf ihre geographische Position im Binnenland hindeutet.

### Klima
Das Klima in Uromi, Edo State, entspricht dem typischen tropischen Wechselklima Südnigerias. Es ist durch eine ausgeprägte Abfolge von Regen- und Trockenzeiten gekennzeichnet.
Es gibt zwei Hauptregenzeiten:
- Die lange Regenzeit erstreckt sich von April bis Juli, wobei in dieser Periode die intensivsten Niederschläge fallen. Die durchschnittliche monatliche Niederschlagsmenge zwischen Mai und Juli übersteigt 300 mm (ca. 12 Zoll).
- Eine kürzere und weniger intensive Regenzeit folgt im Oktober und November.

Zwischen diesen feuchteren Perioden liegen zwei Trockenzeiten:
- Eine kurze, relativ trockene Periode tritt im August und September auf, in der die Niederschläge auf etwa 75 mm (ca. 3 Zoll) pro Monat sinken.
- Die Haupttrockenzeit dauert von Dezember bis März. Im Januar werden hierbei die niedrigsten Niederschläge von durchschnittlich nur 35 mm (ca. 1,5 Zoll) verzeichnet. Diese Periode ist zudem vom Einfluss des Harmattan-Windes geprägt, der aus der Sahara weht und zwischen Dezember und Anfang Februar starke, trockene und staubige Bedingungen mit sich bringen kann.

Die Temperaturen in Uromi sind ganzjährig hoch mit geringen saisonalen Schwankungen. Die durchschnittliche Temperatur im Januar liegt bei 27 °C (79 °F). Der heißeste Monat ist im Durchschnitt der März mit einer mittleren Temperatur von etwa 29 °C (84 °F), während der Juli mit einer Durchschnittstemperatur von 25 °C (77 °F) der kühlste Monat ist.

## Verwaltungsstruktur
Uromi, eine bedeutende Stadt im nigerianischen Bundesstaat Edo, besitzt keine eigenständige Stadtverwaltung im Sinne einer unabhängigen kommunalen Verwaltungseinheit (Local Government Area, LGA). Stattdessen dient Uromi als Verwaltungssitz der Esan North-East Local Government Area.
Die administrative Führung dieser Local Government Area, welche das Gebiet von Uromi umfasst, obliegt einem Gemeinderat (Local Government Council). Dieser Rat wird von einem Vorsitzenden (Chairman) geleitet.
Das Verwaltungsgebiet von Esan North-East ist in elf (11) Bezirke (Wards) unterteilt. Jeder dieser Bezirke entsendet einen gewählten Ratsherrn (Councillor), der ihn im Gemeinderat repräsentiert. Die Amtszeit der Ratsmitglieder beträgt üblicherweise vier Jahre.

### Königtum
Das Königreich Uromi ist ein traditionelles monarchisches Gebilde, das unter der Führung eines Königs, bekannt als Onojie, steht. Dessen Herrschaft erfolgt nach dem Prinzip der Erbmonarchie. Der Onojie regiert in Zusammenarbeit mit einem Rat von Ältesten (Chiefs), die ihn bei der Führung des Königreichs unterstützen.
Die einzelnen Dörfer innerhalb des Uromi-Königreichs werden ebenfalls von lokalen Ältesten geführt, die dem Onojie unterstehen und seine Autorität anerkennen.
Eine zentrale Instanz in der traditionellen Governance bildet der Ältestenrat. Der Vorsitz dieses Rates obliegt dem Mann, der von Geburt an der älteste unter allen männlichen Bewohnern der Uromi-Dörfer ist. Der Ältestenrat verfügt über eigene legislative Befugnisse. Dies umfasst die Autorität, Regelungen zu erlassen und bei Verstößen innerhalb seines Zuständigkeitsbereichs entsprechende Strafen zu verhängen.

### Liste der Könige des Uromi-Königreichs
(Quelle: )
- Ijiesan
- Ozogbo
- Aiwogho
- Uwaifo
- Agba I
- Aigbojie
- Ikhimhin
- Ehidiamen
- Aisiokuo
- Ikiesan
- Agba N’Ojie
- Ikenoa
- Ehenoa
- Ikhivabhojere
- Okuoye
- Ikhize
- Ikhimigbale
- Uwagbo
- Ediale
- Akhilomen
- Okolo N’Ojie
- Ogbidi Okojie
- Uwagbale
- Edenojie Okojie I
- Omelimen Edenojie I
- Anslem Edenojie II

## Persönlichkeiten
- Anthony Enahoro, nigerianischer Politiker
- Tony Anenih, nigerianischer Politiker[24]
- Anthony Olubunmi Okogie, ehemaliger Erzbischof von Lagos[25]
- Chris Aire, nigerianisch-US-amerikanischer Juwelier
- Robert S. Okojie, wissenschaftlicher Mitarbeiter der NASA[26]
- Mike Onolemenmen, nigerianischer Politiker  und Bundesminister für Arbeit in den Jahren 2011 bis 2015[27]
- Benita Okojie (* 1965), Gospelsängerin[25]